# Bank of China
A Bank of China (BOC) SEE: 601988 SEHK:3988 (Egyszerűsített kínai: 中国银行; tradicionális kínai: 中國銀行, pinjin: Zhōngguó Yínháng, 	 rövidítve: 中銀 vagy 中行) egyike a Kínai Népköztársaság négy nagy állami tulajdonú kereskedelmi bankjának.
1912-ben alapította a Kínai Köztársaság kormánya, hogy helyettesítse a Csing-dinasztia korábbi kormányzati bankját. Ez a legrégebben alapított bank Kínában. Budapesten is található két Bank of China-épület (egy a belvárosban, egy pedig a Hungária körúton). Az alapítástól 1942-ig a Kínai Köztársaság kormánya helyett bankjegyeket bocsátott ki a 4 bank mellett (Central Bank of China, Farmers Bank of China, Bank of Communications). Ámbár kezdetben Kína központi bankjaként funkcionált, 1948-ban a People’s Bank of China váltotta fel: ily módon a BOC egy tisztán kereskedelmi bankká vált.
Miután 1949-ben véget ért Kínában a polgárháború, két részre osztódott. A bank részét áttelepítették Tajvanra a Kuomintang (KMT) kormánnyal. 1971-ben privatizálták, így vette fel az International Commercial Bank of China (中國國際商業銀行) nevet. Aztán a Taiwan Bank of Communicationnel egyesült (Chiao Tung Bank, 交通銀行), így lett a Mega Internation Commercional Bank (兆豐國際商業銀行); az anyaországi üzemeltetés jelenleg a lényeg a Bank of China számára.
Ez a második legnagyobb hitelező bank Kínában, és az ötödik legnagyobb bank a világon a piaci üzletkötéseinek értékével. Kína bankjai közül a Bank of China a legnyitottabb a világra, ennek a kínai banknak a legfejlettebb a nemzetközi kapcsolatrendszere. A Kínai Népköztársaságon kívül a BOC az alábbi 27 országban működik:
- Európában: Egyesült Királyság, Franciaország, Írország, Magyarország, Németország, Olaszország, Luxembourg, Olaszország, Oroszország.
- Ázsiában: Bahrein, Dél-Korea, Fülöp-szigetek, Indonézia, Japán, Kazahsztán, Malajzia, Szingapúr, Tajvan, Thaiföld, Vietnám.
- Amerikában: Brazília, Egyesült Államok, Kanada, Panama és egy fiókiroda a Kajmán-szigeteken.
- más földrészeken: Ausztrália, Dél-Afrika, Zambia.

A fenti országokban ugyan jelen van a BOC, ezek a banki ügyletek kevesebb mint 4%-át teszik ki a BOC teljes profitjának.
A Bank of China 1917-ben kezdte meg működését, Hongkongban. Hamarosan az egyik legnagyobb hitelezővé vált. 1994-ben bankjegykibocsátó bankká vált Hongkongban, Makaóban. Bankjegy kibocsátó státuszát 1995-ben ismerte el.
2001-ben a BOC átcsoportosította a Hongkong ügyleteit a hongkongi székhelyére, aztán a BOCHK (Bank of China Hong Kong) 2002 októberében jelent meg a Hongkong Értéktőzsdén. A Hongkong bank központja a Bank of China Towerben van, amit a neves, Pritzker-díjas, kínai származású amerikai építész tervezett. 1990-ben adták át mint az akkor legmagasabb hongkongi épületet.
A Bank of China Kína második legnagyobb bankja: az első az Industrial and Commercional Bank of China. 2002-ben 52,7 milliárd renminbi profitot csinált, az első évhez képest 20%-os növekedést elérve.
2014-ben magyar-kínai megállapodás született arról, hogy a kínai bank a budapesti belvárosban hozza létre kelet-közép-európai regionális kereskedelmi központját.